# Chalard Games Goeng
Chalard Games Goeng (Engels: Bad Genius) is een Thaise coming-of-age-film uit 2017 geregisseerd door Nattawut Poonpiriya. Deze gaat over een topstudente die een steeds grotere groep studenten helpt om te sjoemelen tijdens hun examens. Dit alles verfilmd in de vorm van een kraakfilm.